# Champagneprisen
Champagneprisen er den største danske hæder indenfor gastronomiens verden.
Prisen består af en check på 50.000 kr og er blevet uddelt siden 1998. Den uddeles af champagnehusene Deutz, de Venoge, Pommery og Pol Roger.

## Modtagere af prisen
Følgende personer og restauranter har modtaget prisen:
- 1999 Michel Michaud
- 2000 Dansk Sommelier Forening
- 2001 Kong Hans Kælder
- 2002 Era Ora
- 2003 Jean-Louis Lieffroy
- 2004 Jan Restorff
- 2005 Flemming Hvelplund
- 2006 Erwin Lauterbach
- 2007 Francis Cardenau
- 2008 Bo Jacobsen
- 2009 Puk Lyskjær Larsen
- 2010 Vivi Schou
- 2011 Jan Hurtigkarl
- 2012 Daniel Letz